# Tourmont
Tourmont és un municipi francès situat al departament del Jura i a la regió de Borgonya - Franc Comtat. L'any 2007 tenia 490 habitants.

## Demografia

### Població
El 2007 la població de fet de Tourmont era de 490 persones. Hi havia 181 famílies de les quals 44 eren unipersonals (12 homes vivint sols i 32 dones vivint soles), 60 parelles sense fills, 69 parelles amb fills i 8 famílies monoparentals amb fills.
La població ha evolucionat segons el següent gràfic:
Habitants censats

### Habitatges
El 2007 hi havia 201 habitatges, 188 eren l'habitatge principal de la família, 4 eren segones residències i 8 estaven desocupats. 192 eren cases i 9 eren apartaments. Dels 188 habitatges principals, 155 estaven ocupats pels seus propietaris, 29 estaven llogats i ocupats pels llogaters i 4 estaven cedits a títol gratuït; 8 tenien dues cambres, 18 en tenien tres, 49 en tenien quatre i 113 en tenien cinc o més. 160 habitatges disposaven pel capbaix d'una plaça de pàrquing. A 74 habitatges hi havia un automòbil i a 102 n'hi havia dos o més.

### Piràmide de població
La piràmide de població per edats i sexe el 2009 era:
| Homes | Edats   | Dones |
| ----- | ------- | ----- |
| 0     | 95 o +  | 0     |
| 0     | 90 a 94 | 0     |
| 4     | 85 a 89 | 4     |
| 0     | 80 a 84 | 4     |
| 8     | 75 a 79 | 16    |
| 16    | 70 a 74 | 4     |
| 12    | 65 a 69 | 4     |
| 4     | 60 a 64 | 8     |
| 0     | 55 a 59 | 4     |
| 28    | 50 a 54 | 8     |
| 32    | 45 a 49 | 20    |
| 16    | 40 a 44 | 28    |
| 8     | 35 a 39 | 16    |
| 12    | 30 a 34 | 12    |
| 12    | 25 a 29 | 12    |
| 4     | 20 a 24 | 12    |
| 24    | 15 a 19 | 16    |
| 36    | 10 a 14 | 4     |
| 12    | 5 a 9   | 16    |
| 12    | 0 a 4   | 16    |

## Economia
El 2007 la població en edat de treballar era de 310 persones, 246 eren actives i 64 eren inactives. De les 246 persones actives 235 estaven ocupades (123 homes i 112 dones) i 11 estaven aturades (4 homes i 7 dones). De les 64 persones inactives 24 estaven jubilades, 26 estaven estudiant i 14 estaven classificades com a «altres inactius».

### Ingressos
El 2009 a Tourmont hi havia 185 unitats fiscals que integraven 482 persones, la mediana anual d'ingressos fiscals per persona era de 18.736 €.

### Activitats econòmiques
Dels 10 establiments que hi havia el 2007, 1 era d'una empresa alimentària, 1 d'una empresa de fabricació de material elèctric, 1 d'una empresa de construcció, 3 d'empreses de comerç i reparació d'automòbils, 1 d'una empresa d'hostatgeria i restauració, 1 d'una empresa immobiliària i 2 d'empreses de serveis.
L'únic servei als particulars que hi havia el 2009 era un paleta.
L'any 2000 a Tourmont hi havia 19 explotacions agrícoles que ocupaven un total de 728 hectàrees.

## Poblacions més properes
El següent diagrama mostra les poblacions més properes.